# Олів'є Пі
Олів'є Пі (фр. Olivier Py, фр. вимова: [pi]; нар. 24 липня 1965, Грасс, деп. Приморські Альпи, Франція) — французький драматург, актор, театральний режисер.

## Біографія
Олів'є Пі народився 24 липня 1965 року в місті Грасс, що в Приморських Альпах у Франції. Навчався в інституті Станісласа в Каннах, у Ліцеї Фенелона в Парижі, потім у Вищій національній школі театрального мистецтва (ENSATT), а з 1987 — у Вищій національній консерваторії драматичного мистецтва. Вивчав також філософію і теологію.
У 1988 Олів'є Пі дебютував як драматург, у тому ж році створив свою театральну компанію «Ленконвеньян де Бутюр» (фр. L'inconvénient des boutures). Справжнє визнання Пі отримав після представлення ним спектаклю-марафону «Служниця» на фестивалі в Авіньйоні 1995 року.
З 1997-го Пі очолював Національний центр драми в Орлеані (фр. Centre dramatique national d'Orléans), з 2007 — директор паризького театру Одеон. У 2011-му був звільнений з цієї посади за рішенням уряду; припускають, що приводом стала поставлена ним за власною п'єсою вистава Адажіо (Міттеран: таємниця і смерть), в якому критично виведено президента Франції Ніколя Саркозі і містяться непристойні натяки на міністра культури Фредеріка Міттерана.
Окрім постановки власних п'єс Олів'є Пі виступає режисером як драматичних, так і оперних спектаклів. Грав у театрі, кіно та на телебаченні. З вересня 2013 року Пі очолює Авіньйонський фестиваль.
Про себе Олів'є Пі говорить як про католика і гомосексуала. Відомий також тим, що робить наголос на католицьку і гомоеротичну тематику.

## Обрані драми

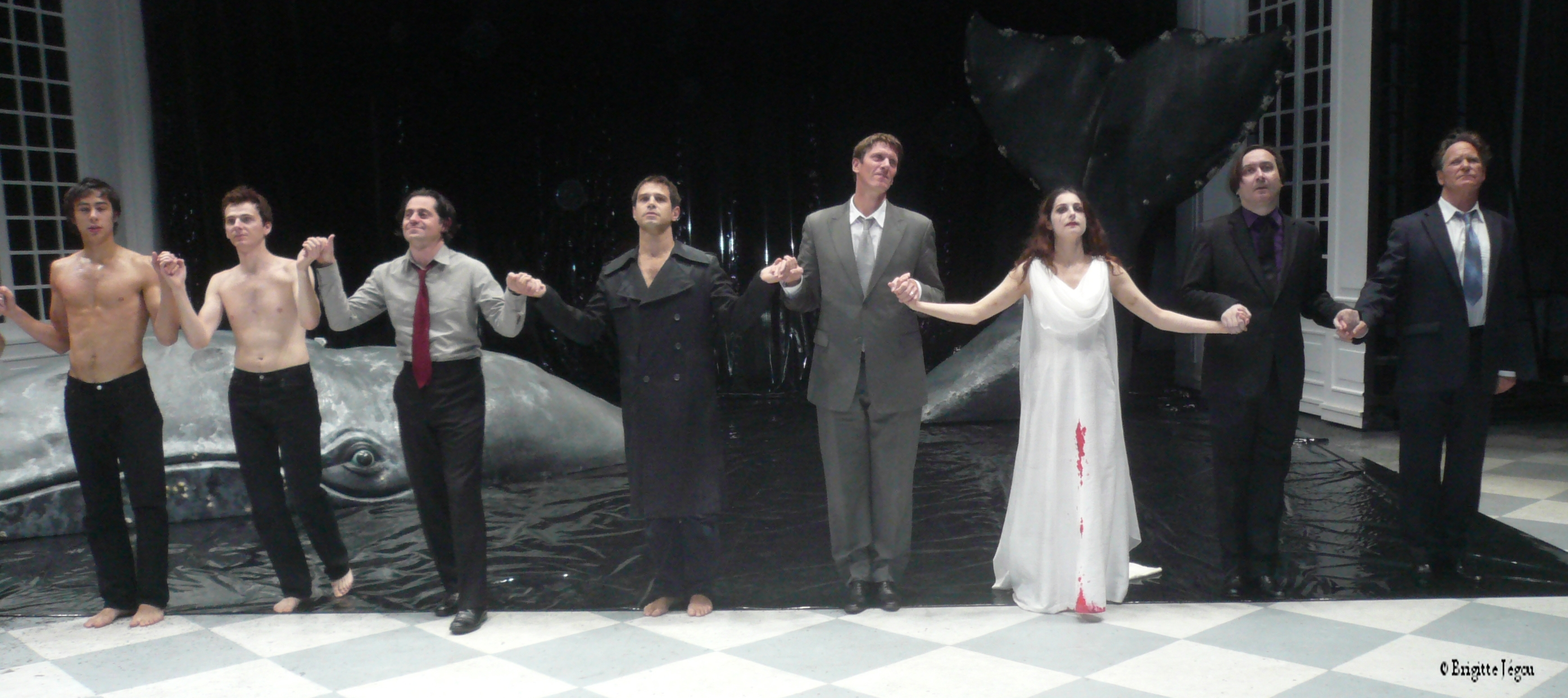
Олів'є Пі (третій ліворуч) з акторами своєї трупи після вистави «Діти Сатурна», 2009

- 1988 : «Апельсини і нігті» / Des oranges et des ongles
- 1991 : «Гаспачо, мертва собака» / Gaspacho, un chien mort
- 1992 : «Пригоди Пако Голіара» / Les Aventures de Paco Goliard
- 1992 : «Ніч у цирку» / La Nuit au cirque
- 1995 : «Дівчинка, диявол і млин» / La Jeune Fille, le diable et le moulin (за казкою братів Грімм)
- 1995 : «Слуга (Нескінченна історія)» / La Servante (Histoire sans fin) — цикл з 10 творів, постановка триває 24 години
- 1996 : «Кабаре Міс Найф» / Le Cabaret de Miss Knife
- 1997 : «Архітектор і чорний ліс Пастораль» / Architecte et la forêt Pastorale noire
- 1997 : «Обличчя Орфея» / Le Visage d'Orphée
- 1998 : «Реквієм по Сребрениці» / Requiem pour Srebrenica
- 1999 : «Жива вода» / L'Eau de la vie (за казкою братьів Грімм)
- 2000 : «Радісний Апокаліпсис» / L'Apocalypse joyeuse
- 2001 : «Екзальтація з лабіринту» / LExaltation du labyrinthe
- 2002 : «Рай печалі» / Paradis de tristesse
- 2003 : «Молодь» / Jeunesse
- 2003 : «Неповне» / L'Inachevé
- 2004 : «Ваза з парфумами» / Le Vase de parfums (лібрето опери Сюзанни Жиро)
- 2004 : «Ноктюрн Фауста» / Faust Nocturne
- 2005 : «Переможці» / Les Vainqueurs
- 2006 : «Комічні ілюзії» / Illusions comiques
- 2007 : «Діти Сатурна» / Les Enfants de Saturne
- 2009 : «Справжня наречена» / La vraie fiancée (за казкою братів Грімм)
- 2011 : «Адажіо (Міттеран: таємниця і смерть)» / Adagio [Mitterrand, le Secret et la Mort]
- 2011 : «Сонце» / Die Sonne
- 2015 : «Орландо, або Нетерпіння» / Orlando ou l'Impatience

## Обрані режисерські роботи
- 1999 : Чарівний стрілець Вебера
- 2001 : Казки Гофмана Оффенбаха
- 2003 : Атласний черевичок Клоделя
- 2003: Засудження Фауста Берліоза
- 2004 : Жанна д'Арк на вогнищі Онеґґера
- 2005 : Трістан та Ізольда та Тангейзер Вагнера
- 2007 : Пригоди гульвіси Стравинського
- 2007: Пеллеас і Мелісанда Дебюссі
- 2008 : Орестея Есхіла
- 2009 : Семеро проти Фів Есхіла
- 2009: Ідоменей Моцарта
- 2010 : Лулу Берга
- 2011 : Семеро проти Фів, Прохачки, Перси Есхіла, Ромео і Джульєтта Шекспіра
- 2013: Аїда Джузеппе Верді в Опера Бастилії

## Обрані ролі в кіно
- 1989 : Скажи так, скажи ні (реж. Ноемі Львовськи, короткометражний)
- 1994 : Полковник Шабер (реж. Ів Анжело)
- 1996 : У пошуках кішки (реж. Седрік Клапіш)
- 1998 : Кінець серпня, початок вересня (реж. Олів'є Ассаяс)
- 1999 : Можливо (реж. Седрік Клапіш)
- 2013 : Віолетта (реж. Мартен Прово)

## Визнання
- 1996: Приз товариства драматичних авторів і композиторів (SACD) Новий талант у номінації Театр
- 2000: Премія Золотий леопард Локарнського МКФ за постановку телефільму «Із закритими очима» для телеканалу Arte
- 2005: Гран-прі критиків за постановки «Трістан та Ізольда» та «Тангейзер»